# Algemene verkiezingen in Liberia (1897)

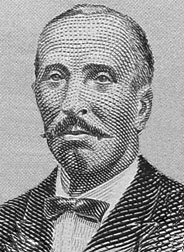
President William D. Coleman.

De algemene verkiezingen in Liberia van 1897 vonden in mei plaats en werden gewonnen door zittend president William D. Coleman van de True Whig Party. Hij was de op 12 november 1896 overleden Joseph James Cheeseman opgevolgd. Zijn tegenstander bij de verkiezingen was Anthony D. Williams, Jr. van de New Republican Party. Hij was ook al in 1891, 1893 en 1895 presidentskandidaat geweest. Data, zoals opkomstcijfers en het aantal uitgebrachte stemmen ontbreken.

## Bron
- (en)  African Elections Database: 1895 Liberia Presidential Election
- (en)  Carl Patrick Burrowes: Power and Press Freedom in Liberia, 1830-1970, Africa World Press, New Jersey 2004
- (en)  rulers.org/liberia
- (en)  A. Adu Boahen: Africa Under Colonial Domination 1880-1935, Heinemann, California, UNESCO 1985